# 塔拉區

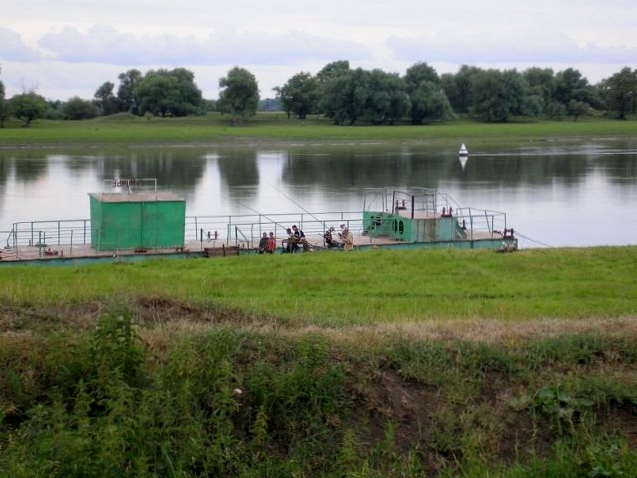

56°54′N 74°22′E / 56.900°N 74.367°E
塔拉區（俄语：Тарский район），是俄羅斯的一個區，位於該國西南部，由鄂木斯克州負責管轄，面積15,700平方公里，2010年該區人口19,242，人口密度每平方公里1.23人。